# Al-Mustanṣir bi-llāh
 (arabo ﺍﺑﻮ ﺗﻤﻴﻢ ﻣﻌﺪ ﺍﻟﻤﺴﺘﻨﺼﺮ ﺑلله; Il Cairo, 2 luglio 1029 – Egitto, 29 dicembre 1094) è stato l'ottavo Imam/Califfo fatimide e il diciottesimo  Imām ismailita, salì al trono dopo la morte del padre al-Ẓāhir, regnando dal 1035 al 1094.
Ebbe cordiali rapporti con l'Impero bizantino (l'inimicizia con gli Abbasidi facilitò tali relazioni), tanto da consentire l'acquisto di frumento egiziano da parte di Costantinopoli.
Gli succedette al trono il figlio al-Musta'li.